# Karenni Nationalities Defence Force

Fahne der KNDF

Die Karenni Nationalities Defence Force (Burmesisch: ကရင်နီအမျိုးသားများကာကွယ်ရေးတပ်ဖွဲ့, KNDF) ist eine bewaffnete ethnische Organisation (Englisch Ethnical Armed Organisation, EAO) in Myanmar und kämpfte 2024 auf Seiten der National Unity Government, (NUG) der Exilregierung des Landes gegen die Militärregierung, die am 1. Februar 2021 durch einen Putsch an die Macht kam. Die KNDF ist primär im Karenni-Staat aktiv.

## Geschichte
Die KNDF wurde am 31. Mai 2021 nach dem Militärputsch aus einen Zusammenschluss mehreren unabhängigen Gruppen gegründet und ist damit eine sehr junge, aber kampfstarke EAO im Land. Die KNDF wurde im Zusammenhang mit der Initiative People’s Defence Force (kurz PDF) der NUG gegründet. Die Geschichte des Widerstandes der Karenni-Minderheit gegen die Zentralregierung reicht aber schon viel länger zurück. Der drei Karenni-Staaten waren nie offizieller Bestandteil des birmesischen Königreiches und der britischen Kronkolonie gewesen. Nach der Gründung von Burma wurde den Karenni ein eigener Bundesstaat innerhalb der Union zugesichert, indem die drei unabhängigen Staaten vereinigt wurden. Auch wurde den Karenni nach einer Übergangszeit von zehn Jahren versprochen, den neuen Unionsstaat verlassen zu können, wenn die Bevölkerung dies wünschte. Die Karenni gründeten eigene EAO's wie z. B. die Karenni Army KA und die Karenni National People’s Liberation Front KNPLF, welche mehrere Waffenstillstandsverträge mit diversen burmesischen Regierungen schlossen, und über eine gewisse Autonomie in den von ihnen beherrschten Gebieten ausüben konnten. Die KNPLF stellte 2010 zwei Bataillone der Zentralregierung zur Verfügung und bildeten die Border Guard Force BGF Bataillone 1004 und 1005. Die KA dagegen unterzeichnete nie einen schriftlichen Waffenstillstand, hielt sich aber an mündliche Vereinbarungen über einen Waffenstillstand. Die KNPLF wechselte aber am 15. Juni 2023 die Seiten, indem sie die burmesischen Offiziere der BGF Bataillone festsetzte. Die KNDF, welche eher eine Föderation innerhalb des Landes anstrebt, bildete zusammen mit der KNPLF, der KA und der Karen National Liberation Army (KNLA) 2024 die 4K-Allianz, welche die Militärregierung bekämpften. Die KNDF beteiligte sich seit dem 11. November 2023 an der Operation 1111. An der Operation 1027 war die KNDF dagegen nicht beteiligt.

## Einordnung
Die KNDF untersteht offiziell dem Oberkommando der NUG, im Gegensatz zu der KA und der KNPDF. Ziel der KNDF war 2024 der Kampf gegen die Militärregierung, während die anderen EAOs eher für einen unabhängigen bzw. einen autonomen Karenni-Staat kämpften. Die KNDF tritt für einen erweiterten Karenni-Staat ein, der auch Gebiete im Shan-Staat, in Naypyitaw und im Karen-Staat umfassen soll. Dieser soll als Bundesstaat Teil von Myanmar bleiben.

## Stärke
Die KNDF verfügte 2024 über 7 Brigaden mit 23 Bataillonen. Die Stärke der KNDF wurde auf 8000 Mann geschätzt. Besonders nach der Ankündigung, eine Wehrpflicht im Lande einzuführen, erhielt die KNDF starken Zulauf besonders von jungen Menschen.